# Ext JS
Ext JS — це бібліотека JavaScript для розробки вебзастосунків і користувальницьких інтерфейсів, спочатку задумана як розширена версія Yahoo! UI Library, однак перетворена потім в окремий фреймворк. До версії 4.0 використовувала адаптери для доступу до бібліотек Yahoo! UI Library, jQuery або Prototype / script.aculo.us, починаючи з 4-ї версії адаптери відсутні. Підтримує технологію AJAX, анімацію, роботу з DOM, реалізацію таблиць, вкладок, обробку подій і всі інші нововведення Web 2.0.
З версії 2.1 бібліотека Ext JS передбачає подвійне ліцензування: може бути поставлена за ліцензією GPL v3, або за комерційною ліцензією компанії Sencha. Починаючи з версії Ext JS 3.0 бібліотека розбивається на дві частини: Ext Core (набір JavaScript-функцій, що дає змогу створювати динамічні вебсторінки з уніфікацією обробки в різних браузерах і розповсюджуваний за MIT-ліцензією) і Ext JS (власне набір віджетів для створення користувацьких інтерфейсів з подвійним ліцензуванням по GPL v3 або за комерційною ліцензією).
Компанія, що розробляє і підтримує фреймворк Ext JS, спочатку мала назву Ext, LLC. до 14 червня 2010 року розробники jQTouch і Raphaël приєдналися до компанії Ext LLC, і компанія змінила найменування на Sencha, Inc., а Ext JS, зберігши свою назву, став одним з продуктів оновленій компанії.
Для розробки мобільних вебдодатків створено спеціальний фреймворк Sencha Touch, який підтримує більшість сучасних мобільних операційних систем.